# Salomons Nøgle
Salomons Nøgle (Miphtheach Schelomoh, Clavis Salomonis) er navnet på et formodentlig meget gammelt magisk skrift, en grimoire, der behandler den praktiske kabbala, ånderne og deres besværgelse.
Ifølge en tradition, der kan føres tilbage til den jødiske historieskriver Josefus (1. årh. e.Kr.), havde Gud skænket Salomon magt til ved højtidelige besværgelser at uddrive dæmoner og helbrede sygdomme. Disse magiske kunster synes senere ret almindelige at være blevet udøvet af jøderne i Europa, især under maurernes herredømme i Spanien, og det er næppe usandsynligt, at de herved anvendte formularer tidligt er blevet samlet til et hele, som da ganske naturligt er kommet til at bære Salomons navn, da han ifølge traditionen skal have efterladt sig optegnelser af magisk indhold. Sikkert er det nu i hvert fald, at de europæiske magere, Peter Abano, Cornelius Agrippa og andre, som har behandlet besværgekunsten, især har øst af hebræiske kilder, herom bærer deres værker tydeligt vidnesbyrd. Og endnu i 18. århundrede har der eksisteret en del indbyrdes noget afvigende, latinske, tyske og franske manuskripter, som ansås for at være gengivelser af den oprindelige Salomons Nøgle, men om disses senere skæbne vides intet. Værket kendes nu kun fra den af Andreas Luppius 1686 besørgede udgave, som er optrykt af Scheible i Das Kloster (3. bd, Stuttgart 1846).
Litteratur anvendt af Lehmand i Salmonsen
- Kiesewetter: Faust in der Geschichte und Tradition, Leipzig 1893.